# Assenede
Assenede est une commune néerlandophone de Belgique située en Région flamande dans la province de Flandre-Orientale. Elle se trouve à la frontière néerlandaise, sur la digue du Comte Jean construite de Dunkerque à Terneuzen sur les ordres du duc de Bourgogne et comte de Flandre Jean sans Peur pour protéger le comté de Flandre contre les assauts de la mer.

## Géographie

### Sections de la commune
| # | Section          | Superf. (km²) | Habitants (2020) | Habitants par km² | Code INS |
| - | ---------------- | ------------- | ---------------- | ----------------- | -------- |
| 1 | Assenede (I)     | 32,14         | 6.145            | 191               | 43002A   |
| 2 | Oosteeklo (IV)   | 16,90         | 2.738            | 162               | 43002B   |
| 3 | Bassevelde (III) | 22,22         | 3.298            | 148               | 43002C   |
| 4 | Boekhoute (II)   | 16,24         | 2.113            | 130               | 43002D   |

### Communes limitrophes
| St-Laurent - Ysendyck (P-B - Zélande) | Philippine (P-B - Zélande) |                             |
| Kaprijke                              | Assenede                   | Sas de Gand (P-B - Zélande) |
|                                       | Evergem                    | Zelzate                     |

## Démographie

### Évolution démographique pour l'unité communale d'Assenede
Le graph suivant indique la population gérée par l'administration communale d'Assenede, soit la commune d'Assenede avant la fusion communale de 1977 puis la section d'Assenede

### Évolution démographique de la commune fusionnée
Contrairement au graph précédent, celui-ci indique la population de toutes sections formant l'actuelle commune d'Assenede soit Assenede, Bassevelde, Boekhoute et Oosteeklo.
- Source : DGS - Remarque: 1831 jusqu'à 1981=recensement; depuis 1990=nombre d'habitants chaque 1er janvier[2]

## Histoire

### Origine et Moyen Âge
Assenede a été mentionnée pour la première fois en 1120 sous le nom de Hasnethe. Une source mentionne qu'Assenede est l'un des plus anciens villages de Flandre, la première mention remontant au Xe siècle.
Assenede est située sur la Digue du Comte Jean (ou Graaf Jansdijk), qui, sur ordre de Jean sans Peur, duc de Bourgogne, comte de Flandre, etc., reliait Dunkerque à Sas de Gand et Terneuzen pour se protéger des vagues soulevées par les tempêtes. À Assenede, la digue perdure dans les rues Graafjanstraat et Gravenstraat ainsi que dans le hameau de  's Gravenjansdijk (aussi appelé Landsdijk).
Assenede possédait également un monastère, celui des Chanoinesses Régulières de Saint Augustin. Il fut fondé à la fin du XVe siècle à l'emplacement d'un béguinage existant depuis la première moitié du XIVe siècle. Le monastère fut abandonné à la fin du XVIIe siècle.
- En 1243, l'abbaye du repos de Notre-Dame de Marquette possède à Assenede 1 600 mesures de marais et de terres incultes[4].

### Seconde Guerre mondiale
La municipalité fut occupée par l'armée allemande vers le 23 mai 1940 et libérée le 5 septembre 1944. Au moins deux résistants de la municipalité furent exécutés par décapitation dans les camps de concentration spéciaux Nuit et brouillard.

## Personnalités
- René Stockman, religieux belge, né à Assenede en 1954

Lotte Kopecky, coureuse cycliste belge, sur route et sur piste, née à Rumst le 10 novembre 1995. Championne du monde de cyclisme sur route aux Championnats du monde de cyclisme UCI 2023 à Glasgow où elle est aussi championne du monde sur piste dans la course à l'élimination et dans la course aux points. Assenede est sa commune de résidence.